# Sakraul
Sakraul (en népalais : सक्रौल) est un comité de développement villageois du Népal situé dans le district de Sarlahi. Au recensement de 2011, il comptait 4 974 habitants.